# Compsoptera rubra
Compsoptera rubra är en fjärilsart som beskrevs av Otto Staudinger 1871. Compsoptera rubra ingår i släktet Compsoptera och familjen mätare. Inga underarter finns listade i Catalogue of Life.